# Meristoides
Meristoides là một chi bọ cánh cứng trong họ Chrysomelidae.
Chi này được miêu tả khoa học năm 1929 bởi Laboissiere.

## Các loài
Các loài trong chi này gồm:
- Meristoides grandipennis (Fairmaire, 1889)
- Meristoides keani Laboissiere, 1929
- Meristoides oberthuri (Jacoby, 1883)
- Meristoides vigintiguttata (Ogloblin, 1936)